# Helan och Halvan i Villa Villervallan
Helan och Halvan i Villa Villervallan (engelska: Another Fine Mess) är en amerikansk komedifilm med Helan och Halvan från 1930 regisserad av James Parrott.

## Handling
Helan och Halvan är jagade av polisen och lyckas gömma sig i en källare där dörren går i baklås. Det visar sedan att källaren tillhör ett stort hus tillhörande överste Buckshot som åkt på semester. Butlern och hushållerskan smiter sin väg när Helan och Halvan lyckats ta bryta sig in i huset.
Plötsligt kommer två hyresgäster, lord Plumtree och hans fru. De tror att huset går att hyra. Helan och Halvan måste inta rollerna som ägare och tjänstefolk. Helan får inta rollen som överste Buckshot och Halvan får inta rollen som butler och hushållerska på samma gång.

## Om filmen
Filmen är en nyinspelning av stumfilmen Duck Soup från 1927 där duon medverkar, som i sin tur är baserad på sketchen Home From The Honeymoon från 1908 skriven av Arthur J. Jefferson, far till Stan Laurel. Jefferson tyckte inte om den senare filmatiseringen.
1972 utkom filmen Another Nice Mess med en Helan och Halvan-liknande duo bestående av Rich Little (Helan/Richard Nixon) och Herb Voland (Halvan/Spiro Agnew), som trots titlarnas likheter är inte nyinspelning av denna film.

### Svenska visningar
Filmen hade svensk biopremiär den 26 augusti 1933 och ingick i ett kortfilmsprogram med titeln Ta't piano. I kortfilmsprogrammet ingick två andra kortfilmer med duon; Pianoexpressen och Vänligt bemötande som båda är från 1932.
Filmen visades som separat i Sverige första gången den 20 augusti 1934 och visades på biografen London i Stockholm. Efter sin ursprungliga premiär har filmen visats i Sverige flera gånger efteråt, dock under olika titlar. Bland dem finns Tappra hyresgäster, I lånta fjädrar (1947), Greven från gränden (1954) och En snygg historia (1959).

## Rollista (i urval)
- Stan Laurel – Stan (Halvan)
- Oliver Hardy – Ollie (Helan)
- James Finlayson – överste Buckshot
- Eddie Dunn – butlern Meadows
- Gertrude Sutton – hushållerskan Agnes
- Charles K. Gerrard – lord Plumtree
- Thelma Todd – lady Plumtree
- Harry Bernard – polis
- Bobby Burns – cyklist[2]